# Hadena syagenesiae
Hadena syagenesiae là một loài bướm đêm trong họ Noctuidae.